# Badertor (Königsberg)
Das Badertor – auch Dombrückentor – war ein Gebäude in Königsberg (Preußen).
1333 als Torhaus gebaut, führte es von der Wassergasse zum Unteren Fischmarkt. Erst die Luftangriffe auf Königsberg zerstörten das einzige gotische Haus Königsbergs.